# Alternativa Popular Canaria
Alternativa Popular Canaria (APC) es un partido de izquierda nacionalista canario fundado en 2002, y parte del Movimiento de Liberación Nacional Canario (MLNC). Su creación fue impulsada por la organización juvenil Azarug  y varios partidos municipales, así como por miembros de varios partidos nacionalistas de izquierda.
ASAVA, un partido municipalista que se presentó por Valsequillo en Gran Canaria, y el partido independentista de izquierda Unidad del Pueblo, aunque no son miembros de APC, han colaborado con dicho partido en determinados asuntos.

## Historia
En las elecciones municipales de 2003, APC obtuvo un escaño en el municipio de Santa Úrsula (Tenerife). En La Orotava se presentaron como Iniciativa por La Orotava (IPO) junto con Los Verdes de Canarias, obteniendo cinco escaños en el concejo. En las elecciones al Parlamento Europeo de junio de 2004, APC apoyó la Europa de los Pueblos. El partido celebró su segunda Asamblea Nacional el 25 y 26 de junio de 2005, y la tercera el 16 de septiembre de 2006. En 2006 una escisión dentro del partido en Tenerife dio lugar a la creación de Alternativa Nacionalista Canaria.
APC participó en las elecciones al Parlamento de Canarias de 2007, en coalición con Alternativa Ciudadana 25 de Mayo, pero no consiguieron ningún escaño. En las elecciones municipales españolas de 2007 perdieron su escaño en Santa Úrsula (porque la rama local se había separado del partido) pero ganaron tres escaños en La Orotava.
El Cabildo de Tenerife, así como los ayuntamientos de Santa Cruz de Tenerife, San Cristóbal de La Laguna, Granadilla de Abona, Buenavista del Norte y Tacoronte, apoyaron Alternativa Sí Se Puede por Tenerife, opción política en la que se integraba APC. En las elecciones al Parlamento Europeo de 2009, el APC apoyó a Iniciativa Internacionalista, una coalición española de extrema izquierda.
En su cuarta Asamblea Nacional, APC decidió no presentarse a más elecciones y permanecer dentro de Alternativa Sí Se Puede por Tenerife.